# Cachryx
Cachryx — рід ящірок родини ігуанових.

## Таксономія
Наразі в цьому роду описано два види:
- Cachryx alfredschmidti (Kohler, 1995)
- Cachryx defensor (Cope, 1866)